# Sidonia von Borcke
Sidonia von Borcke, född 1548 i Stramehl, död 28 september 1620 i Stettin, var en tysk adelskvinna. Hon är känd som centralfigur för den berömda häxprocessen som fördes mot henne i Stettin. 
Hon var en ogift adelskvinna bosatt i ett protestantiskt frökenkloster. Hon ställdes inför rätta i Stettin, där hon åtalades för 72 punkter av häxeri. Femtio vittnen kallades till rättegången. Att en adlig person åtalades för häxeri förekom men var inte vanligt. Tillstånd gavs för tortyr, vilket resulterade i hennes erkännande. Hon avrättades genom halshuggning varefter liket brändes på bål. 
Sidonia von Borcke har blivit föremål för legender och sägner och förknippats med undergången av Pommerns fursteätt, med vilken hon var besläktad. Hon har sedan blivit föremål för fiktion och konst. 